# Бисерна огрлица (сексуални чин)
Бисерна огрлица је жаргон за сексуални чин у којем мушкарац ејакулира сперму на или близу врата или груди друге особе. Термин потиче од начина на који депонована сперма подсећа на огрлицу од провидних белих бисера.
Бисерна огрлица се може користити као облик еротског понижења или деградације особе која прима сперму. Добијање бисерне огрлице је активност коју сексуални радници користе као безбедну секс алтернативу за људе који не желе да носе кондоме.

## У популарној култури
- Џорџ Карлин је користио тај термин у својој шали 'Непотпуна листа неуљудних речи' још 1984. године, на албуму Carlin on Campus. Термин је такође коришћен у стонер комедији Half Baked (1998). Песма ZZ Top 'Pearl Necklace' привукла је пажњу својим стиховима који су наводно објективизирали жене.[6] Термин се појављује у 69. епизоди HBO секс комедије Секс и град, први пут емитоване 2004. године.[7][8][9]

- Израз 'Бисерна огрлица' се помиње у мјузиклу Heathers из 2014. године у песми 'I Love My Dead Gay Son'.[10]